# Амвросий (русский резчик и ювелир)
Амвро́сий (умер ок. 1494 года) — русский художник, мастер ювелирного искусства и резьбы по дереву, жил и работал в XV веке. Одним из первых стал оставлять на своих работах подпись, что помогло в последующем идентифицировать его работы.

## Биография
Амвросий был монахом и предполагается, что он происходит из дворянского рода Кучецких. Большую часть своей жизни он провёл в Троице-Сергиевом монастыре, где и умер около 1494 года в должности казначея.

## Работы

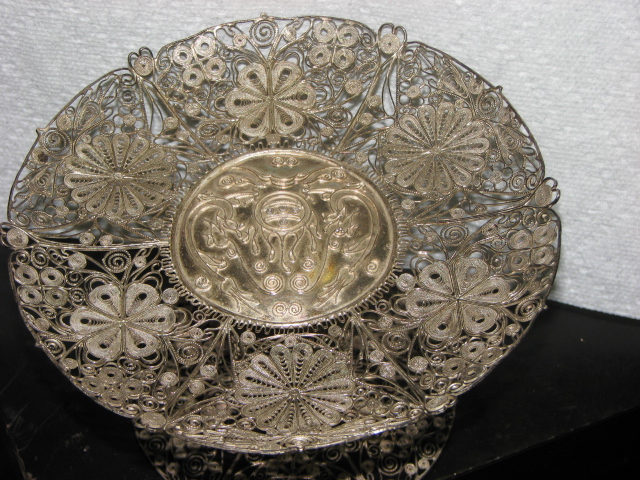
Пример скани неизвестного автора

Амвросий одним из первых стал оставлять на своих работах подпись, что помогло в последующем идентифицировать его работы. Бесспорными работами Амвросия являются:
- резной, оправленный в золото складень, 1450 год;
- складень, 1456 год;
- ковчег-мощевик, 1463 год;
- золотой литургический сосуд-дискос со звездицей;
- два напрестольных креста;
- деревянная панагия.

Все работы  Амвросия хранятся в ризнице Троице-Сергиевой лавры.
Ювелирные работы Амвросия выполнены в технике литья, гравировки и скани. В своих работах он сочетал резьбу по дереву и ювелирные приёмы, а также вводил в сканый узор цветную мастику, которая заполняла узор. Эта техника очень похожа на технику перегородчатой эмалировки. Также он использовал технику прорезного рельефа на золотом фоне. В основном же Амвросий следует в своём творчестве «рублевским» традициям того времени.
Амвросий соединил в своих работах западные навыки с традиционно русским орнаментом и оказал огромное влияние на развитие искусства XV—XVI века. Амвросий создал так называемую «школу Амвросия», традициям которой следовали не только резчики в Троице-Сергиевом монастыре, но и мастера за его пределами.